# Франсіско Гомес-Хордана
Франсіско Гомес-Хордана-і-Соуза, 1-й граф де Хордана (ісп. Francisco Gómez-Jordana y Sousa; 1 лютого 1876 — 3 серпня 1944) — іспанський військовик і політик, франкістський прем'єр-міністр часів громадянської війни. Також обіймав посаду міністра закордонних справ після встановлення режиму Франко.